# Ernst Deutsch
Pour le réalisateur français né en Autriche-Hongrie sous ce nom, voir Richard Pottier.
Ernst Deutsch (né le 16 septembre 1890 à Prague, mort le 22 mars 1969 à Berlin) est un acteur autrichien.

## Biographie
Ernst Deutsch est le fils de Ludwig Deutsch, un grand commerçant, et de Louise Kraus. Il grandit dans la vieille ville de Prague. Après son abitur, il entre dans l'armée austro-hongroise.
Il fait ses débuts en 1914 sous la direction de Berthold Viertel au Wiener Volksbühne. Après un passage à Prague, il est engagé en 1916 par Adolf Edgar Licho au Albert-Theater à Dresde (de). Il y joue les rôles de Franz Moor dans Les Brigands de Schiller et de Moritz Stiefel dans L'Éveil du printemps de Frank Wedekind. Il joue le rôle-titre dans Der Sohn de Walter Hasenclever et devient un grand acteur expressionniste. En 1917, il entre au Deutsches Theater de Berlin, donne des spectacles à Hambourg, Munich et Vienne, fait même une tournée en Amérique du Sud en 1930. À partir de 1916, il tourne dans une quarantaine de films muets.
Il épouse à Prague en 1922 son amie d'enfance Anuschka Fuchs, la fille d'Arthur Fuchs, un grand industriel de Prague, et de Margarethe Ehrenzweig, originaire de Vienne. Anuschka Fuchs est la cousine de Herbert Fuchs von Robettin qui a épousé la sœur de Franz Werfel, autre ami d'enfance d'Ernst Deutsch.
En avril 1933, lors de l'arrivée du régime nazi, en raison de ses origines juives, Ernst Deutsch vient à Vienne et à Prague, est invité à Zurich, Bruxelles et à Londres en 1936. En 1938, il émigre à New York et joue brièvement à Broadway avant de s'installer à Hollywood et d'obtenir la nationalité américaine. En 1942, sous le pseudonyme d'Ernst Dorian, il interprète au cinéma des nazis et des officiers de l'armée allemande.
En 1946, il joue à Buenos Aires puis en 1947, à Paris et en Suisse. Il revient à Vienne où il devient membre du Burgtheater. En 1951, il s'installe à Berlin et intègre le Schillertheater et le Schlosspark Theater avec lesquels il fait de nombreuses tournées.
Au cinéma, il est le baron Kurtz dans Le Troisième Homme. En 1948, Ernst Deutsch obtient la Coupe Volpi pour la meilleure interprétation masculine à la Mostra de Venise pour le film de Georg Wilhelm Pabst, Le Procès. Il triomphe au théâtre en jouant Shylock du Marchand de Venise de William Shakespeare et surtout Nathan le Sage de Gotthold Ephraim Lessing qu'il joue plus de dix ans et mille représentations dans toute l'Europe.

## Honneurs
Un théâtre de Hambourg a été baptisé en son honneur en 1973 : Ernst Deutsch Theater.

## Filmographie
| - 1916 : Die Rache der Toten - 1917 : Die zweite Frau - 1918 : Apokalypse - 1919 : Irrungen - 1919 : Die Tochter des Henkers - 1919 : Aladdin und die Wunderlampe - 1919 : Das Kloster von Sendomir - 1919 : Die Frau im Käfig - 1919 : Die Geisha und der Samurai - 1919 : Blondes Gift - 1919 : Der Galeerensträfling de Rochus Gliese et Paul Wegener - 1919 : Fluch der Vergangenheit - 1919 : Vom Schicksal erdrosselt - 1919 : La Calamité de Monique (de) (Monika Vogelsang) - 1920 : Der gelbe Tod - 1920 : Erpreßt - 1920 : Ferreol - 1920 : Fiebernächte - 1920 : Gerechtigkeit - 1920 : Haß - 1920 : Das Frauenhaus von Brescia - 1920 : Le Golem - 1920 : Die Jagd nach dem Tode : Die verbotene Stadt - 1920 : Judith Trachtenberg - 1920 : Lady Godiva - 1920 : De l'aube à minuit - 1921 : Hannerl und ihre Liebhaber - 1921 : Brennendes Land - 1921 : Die Dame und der Landstreicher - 1922 : Der alte Gospodar - 1922 : La fin du duc de Ferrante (Herzog Ferrantes Ende) - 1922 : Sein ist das Gericht | - 1922 : Der Kampf ums Ich - 1922 : Liebe kann man nicht kaufen - 1923 : Die Pagode - 1923 : Das brennende Geheimnis - 1923 : L'Évasion de Baruch (Das Alte Gesetz) d'Ewald André Dupont - 1924 : Soll und Haben - 1926 : Dagfin, le skieur - 1927 : Das Frauenhaus von Rio - 1927 : Zwei unterm Himmelszelt - 1927 : Artisten - 1936 : The Marriage of Corbal - 1939 : Nurse Edith Cavell - 1940 : The Man I Married - 1941 : So Ends Our Night - 1942 : The Prisoner of Japan - 1942 : Enemy Agents Meet Ellery Queen - 1942 : Réunion en France - Quelque part en France - 1943 : La Nuit sans lune (The Moon Is Down) d'Irving Pichel - 1943 : Nightplane from Chungking - 1945 : L'Île des morts - 1948 : Le Procès - 1949 : Le Troisième Homme - 1951 : K - Das Haus des Schweigens - 1952 : Wenn abends die Heide träumt - 1956 : Nathan le Sage (TV) - 1958 : Jedermann (TV) - 1958 : Sebastian Kneipp – Ein großes Leben - 1961 : Ein Mädchen vom Lande (TV) - 1962 : Vor Sonnenuntergang (TV) - 1963 : In der Strafkolonie (TV) - 1966 : Der Fall Bohr (TV) |

## Prix et distinctions
- 1962 : Kammerschauspieler